# Reyk Seela
Reyk Seela (* 14. September 1964 in Rodewisch) ist ein deutscher Politiker (CDU) und war von 1999 bis 2009 Mitglied des Thüringer Landtags.

## Leben
Zwischen 1971 und 1979 besuchte Seela die Polytechnische Oberschule „Clara Zetkin“ in Plauen im Vogtland. Danach absolvierte er ebenfalls in Plauen eine Spezialklasse für Fremdsprachen auf der Erweiterten Oberschule, bevor er in Halle sein Abitur ablegte. Von 1983 bis 1988 studierte Reyk Seela Geschichte im russischen Woronesch an der staatlichen Universität und erlangte einen Abschluss als Diplom-Historiker.
Ab September 1988 arbeitete Seela vier Jahre als wissenschaftlicher Assistent im Bereich Geschichte für die Friedrich-Schiller-Universität in Jena und betätigte sich auch als Übersetzer. Anschließend arbeitete er zwischen September 1992 und Mai 1996 für den Thüringer Landtag und die Landesärztekammer Thüringen.
Von Juli 1996 bis Ende 1999 betätigte sich Seela als Buch- und Dokumentarfilmautor, Redakteur und Übersetzer unter anderem für den Jenaer Lokalfernsehsender Jena-TV. Dabei entstand im Jahr 2000 im Auftrag der Heron Verlagsgesellschaft, eines Tarnunternehmens des Thüringer Landesamts für Verfassungsschutz, der Lehrfilm Jugendlicher Extremismus mitten in Deutschland – Szenen aus Thüringen, in dem unter anderem André Kapke, Mitglied des rechtsradikalen Thüringer Heimatschutzes, der engen Kontakt zu Mitgliedern der Terrorgruppe Nationalsozialistischer Untergrund hatte, als Protagonist rechtsextremer Gruppen zu Wort kommt. Der Film wurde in einem offenen Brief vom Landesjugendring Thüringen an die Landesregierung unter anderem wegen Verharmlosung von rechtsideologischer Gewalt kritisiert.

### Politische Karriere
Im Dezember 1993 trat Reyk Seela in die CDU ein. Im Alter von 34 Jahren wurde er im November 1998 zum damals jüngsten Kreisvorsitzenden der CDU im Freistaat Thüringen gewählt.
Seit der Landtagswahl in Thüringen 1999 war Seela Mitglied des Thüringer Landtages für die CDU-Fraktion und war bis 2004 deren medienpolitischer Sprecher. Bei der Landtagswahl 2004 erhielt er im Wahlkreis Jena I insgesamt 8209 Stimmen (30 Prozent) und wurde wiedergewählt.
Bei den Kommunalwahlen am 27. Juni 2004 in Thüringen wurde er in den Stadtrat von Jena gewählt und war von September 2006 bis September 2010 Vorsitzender der CDU-Stadtratsfraktion.
Bei der Landtagswahl in Thüringen 2009 erhielt Seela im Wahlkreis nur noch 22,5 Prozent der Erststimmen und lag damit sowohl hinter dem SPD-Spitzenkandidaten Christoph Matschie als auch hinter Karin Kaschuba (Die Linke). Auch über die CDU-Landesliste, wo Seela nur auf Platz 34 kandidierte, gelang der Wiedereinzug in den Landtag nicht.
Zur Wahl des Kreisvorsitzenden der CDU Jena im April 2010 trat Seela nicht mehr an. Den Vorsitz in der Stadtratsfraktion legte er nieder. Seit Juni 2010 ist Seela Landesgeschäftsführer der Kommunalpolitischen Vereinigung der CDU Thüringens.

## Schriften
- Landtage und Gebietsvertretungen in den reußischen Staaten 1848/67–1923. Biographisches Handbuch (= Parlamente in Thüringen 1809–1952. Tl. 2). Gustav Fischer, Jena u. a. 1996, ISBN 3-437-35046-3.
- Jugendlicher Extremismus mitten in Deutschland – Szenen aus Thüringen. Lehrfilm. 2000.
- Die Übergangslandtage und Gebietsvertretung in den reußischen Staaten bzw. dem Volksstaat Reuss 1919-1923. In: Harald Mittelsdorf (Red.): Die vergessenen Parlamente. Landtage und Gebietsvertretungen in den Thüringer Staaten und Gebieten 1919 bis 1923. Hrsg. vom Thüringer Landtag. Hain, Rudolstadt/Jena 2002, S. 233–274.
- Mythos Jugendherberge. Das Jugendherbergswerk (DJH) in Thüringen – ein historischer Abriss. Bussert & Stadeler, Jena/Leipzig/Quedlinburg 2011, ISBN 978-3-942115-12-4.
- Die Sozial- und Gesundheitspolitik als Gegenstand parlamentarischer Debatten in den beiden reußischen Landtagen 1848/67 bis 1918. In: Harald Mittelsdorf (Red.): Die Behandlung der Sozial- und Gesundheitspolitik in den Thüringischen Landtagen seit der 1. Hälfte des 19. Jahrhunderts. Hg. v. Thüringer Landtag. Wartburg-Verlag, Weimar 2012, S. 260–310.
- Wanderwelten. Die Wanderbewegung in Thüringen – ein historischer Abriss. Festschrift zum 25. Gründungsjubiläum des Verbandes Deutscher Gebirgs- und Wandervereine Landesverband Thüringen e. V. Hrsg. von Christine Lieberknecht. Bussert & Stadeler, Jena/Leipzig/Quedlinburg 2016, ISBN 978-3-942115-42-1.